# Baras (Catanduanes)
Baras ist eine philippinische Stadtgemeinde der Inselprovinz Catanduanes. Sie hat 12.848 Einwohner (Zensus 1. August 2015), die in 29 Barangays leben. Die Gemeinde wird als teilweise urban beschrieben und gehört zur fünften Einkommensklasse der Gemeinden auf den Philippinen. Baras liegt ca. 377 km südöstlich der Hauptstadt der Philippinen Manila und 17 km östlich der Provinzhauptstadt Virac. Die Gemeinde liegt an der Ostküste der Insel, an der Philippinensee. 
Baras hat eine hügelig bis gebirgig beschriebene Topographie, in denen das Natur- und Wasserschutzgebiet Catanduanes Watershed Forest Reserve mit seinen ausgedehnten Regenwaldbeständen liegt.  
Das Klima der Insel Catanduanes wird als Type II klassifiziert, mit keiner ausgeprägten Trocken- oder Regenzeit, die stärksten Niederschläge fallen von Oktober bis Dezember. Die Gemeinde liegt innerhalb des Typhongürtels auf den Philippinen.

## Baranggays
| - Abihao - Agban - Bagong Sirang - Benticayan - Buenavista - Caragumihan - Batolinao - Danao - Sagrada - Ginitligan - Guinsaanan - J. M. Alberto - Macutal - Moning - Nagbarorong | - Osmeña - P. Teston - Paniquihan - Eastern Poblacion - Puraran - Putsan - Quezon - Rizal - Salvacion - San Lorenzo - San Miguel - Santa Maria - Tilod - Western Poblacion |